# Walking Mad
Walking Mad ist ein Tanzstück aus dem Jahr 2001 nach der Musik von Maurice Ravel (Boléro) und Arvo Pärt (Für Alina). Die Choreografie stammt von Johan Inger. Die Uraufführung fand in Den Haag durch das Nederlands Dans Theater statt.
Ravels Boléro erfährt mit Walking Mad eine eigenwillige Interpretation in Form eines heiteren Beziehungsdramas.  Mit viel Witz und einem ernsten Unterton werden die Abenteuer dreier Frauen, deren Beziehungen zu sich selbst und zu den Männern in ihrem Leben dargestellt.
Das Stück ist in drei sehr unterschiedliche Phasen gegliedert. Ist die erste Phase sowohl im optischen Eindruck durch erdfarbene Kostüme, wie auch im Choreographischen sehr schlicht und teilweise geradezu monoton gehalten, so steigert sich dies über eine sehr ausdrucksstarke und lebhafte zweite Phase bis hin zu einer dritten Phase, die in der Ausdrucksform des Slapstick den Höhepunkt des Geschlechterkampfs darstellt. Von schwärmerisch-verliebt bis brutal-eifersüchtig reicht die Palette der Emotionen, auf die Johan Inger in seiner Choreografie zurückgreift. Nach einem scheinbar glücklichen Finale findet das Stück in einer letzten Wendung ein ernstes Ende.